# Großauheim

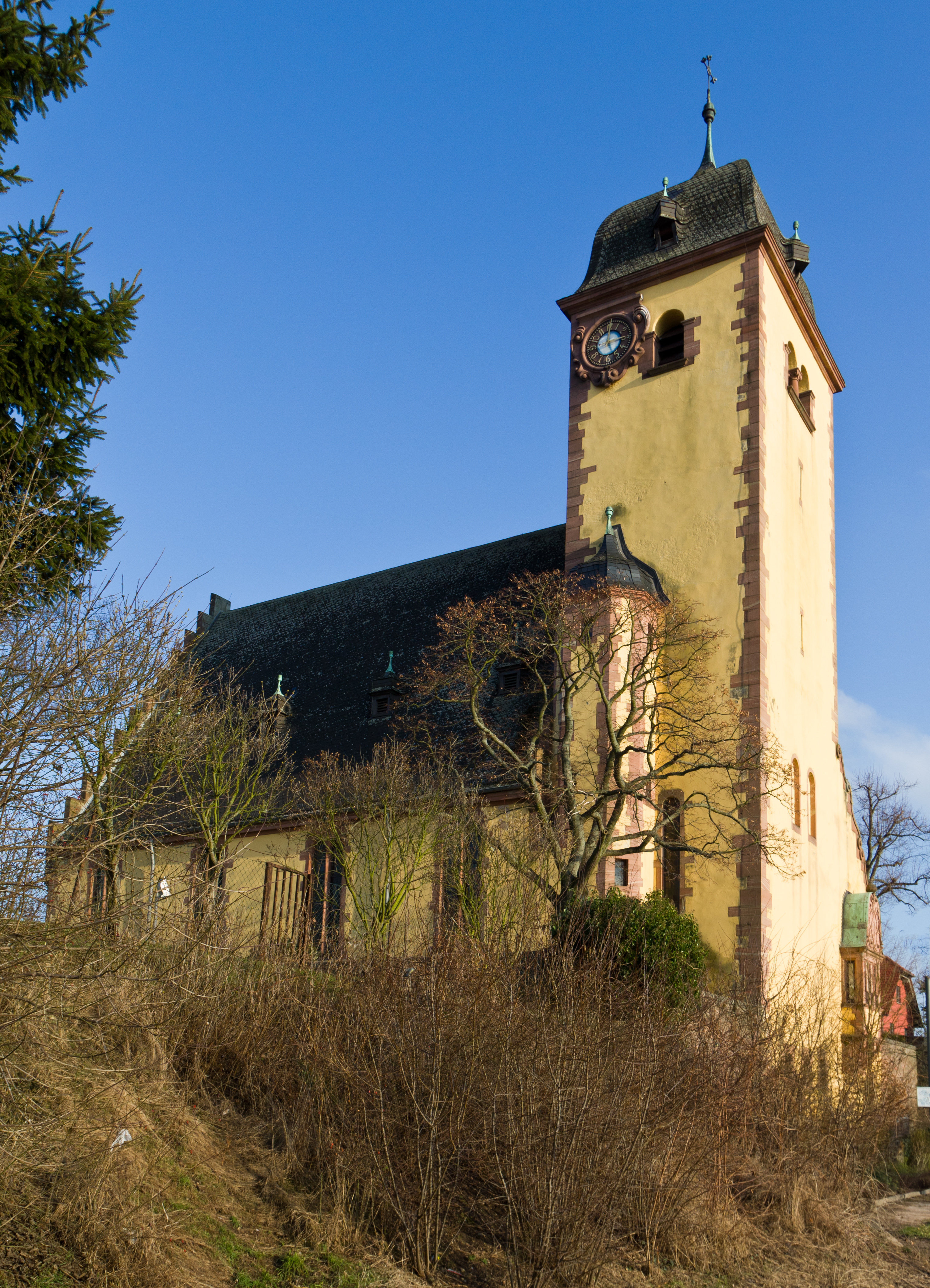
Gustav-Adolf-Kirche

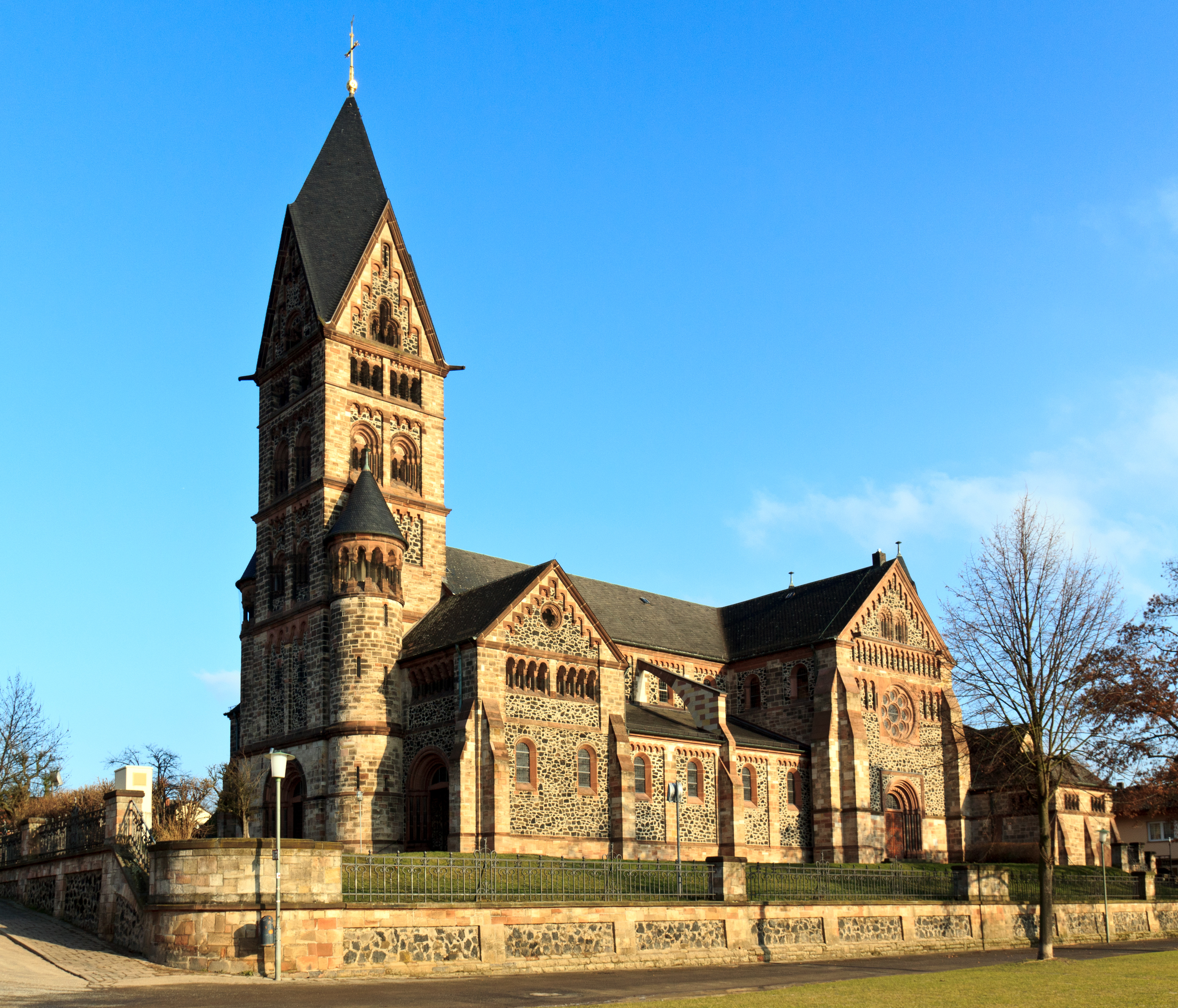
St. Paul

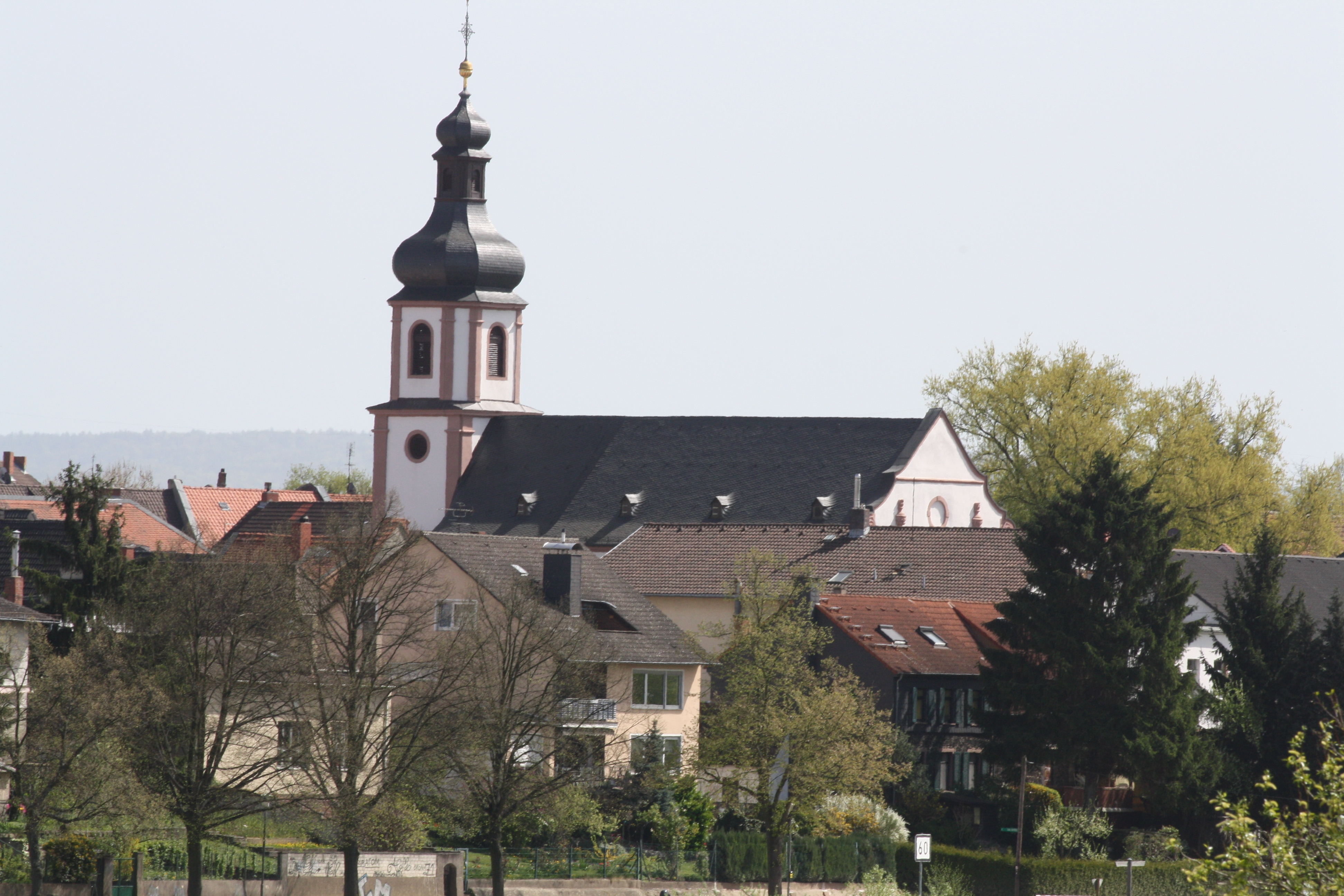
St. Jakobus

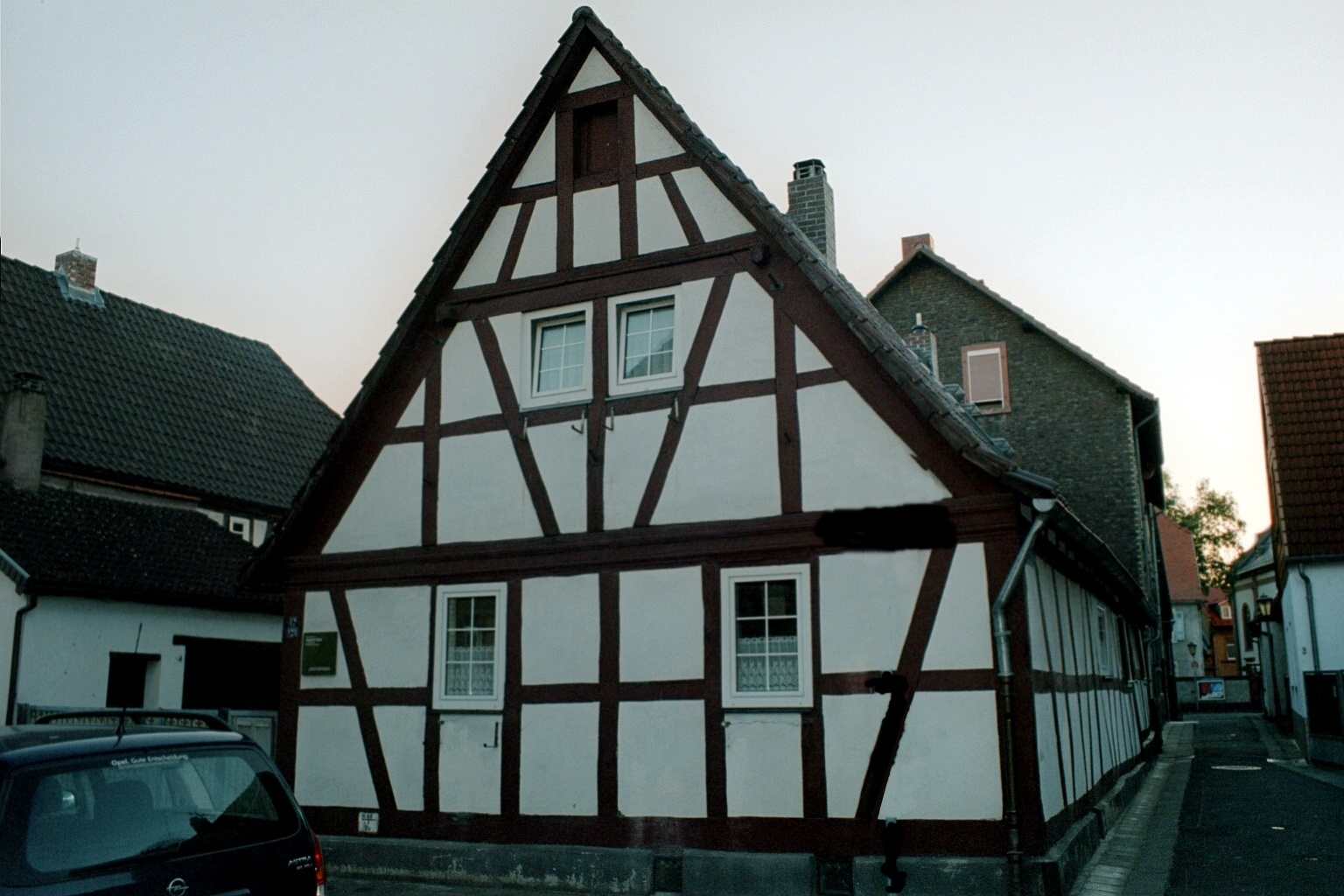
Geburtshaus von August Gaul in der Haggasse

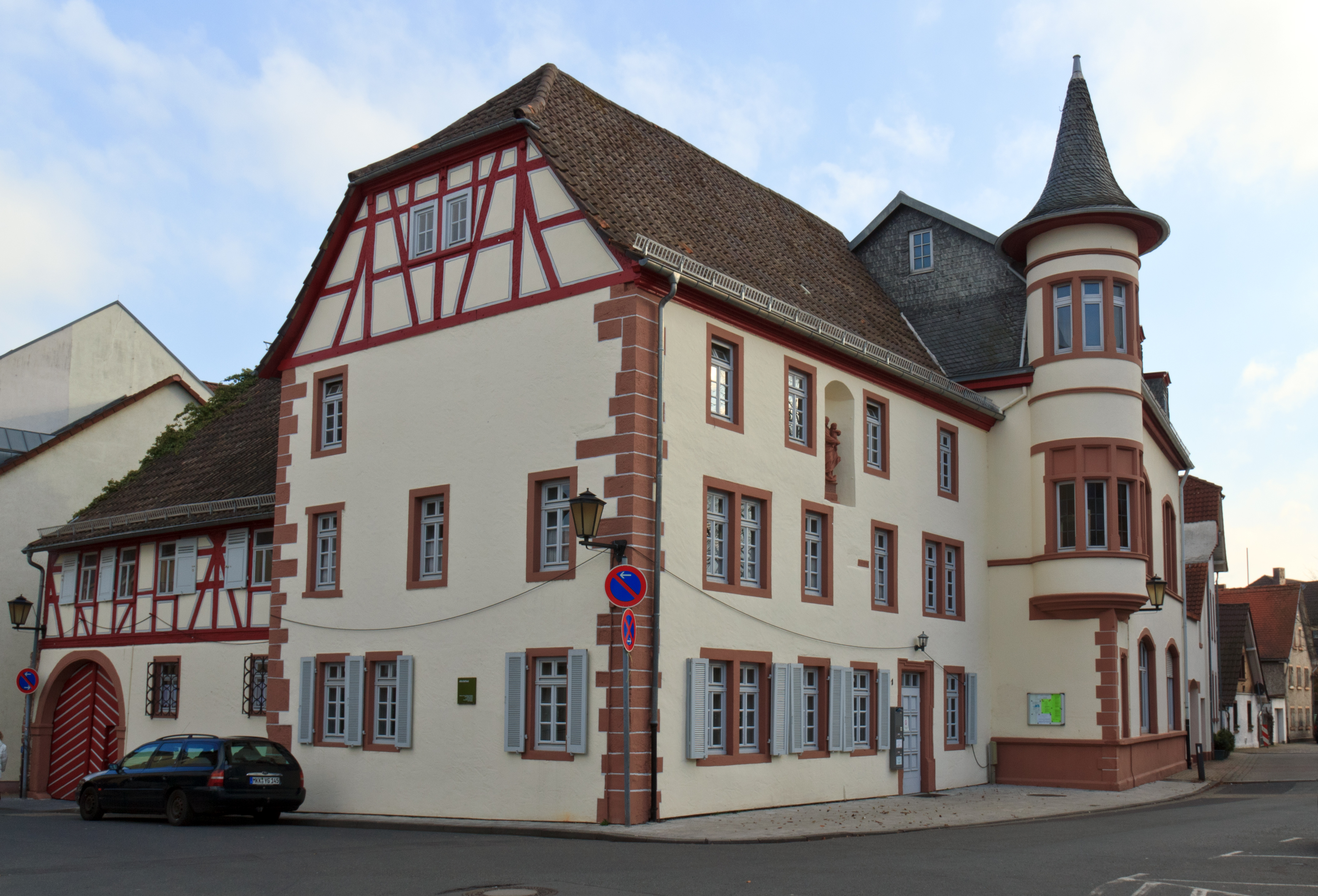
Altes Rathaus

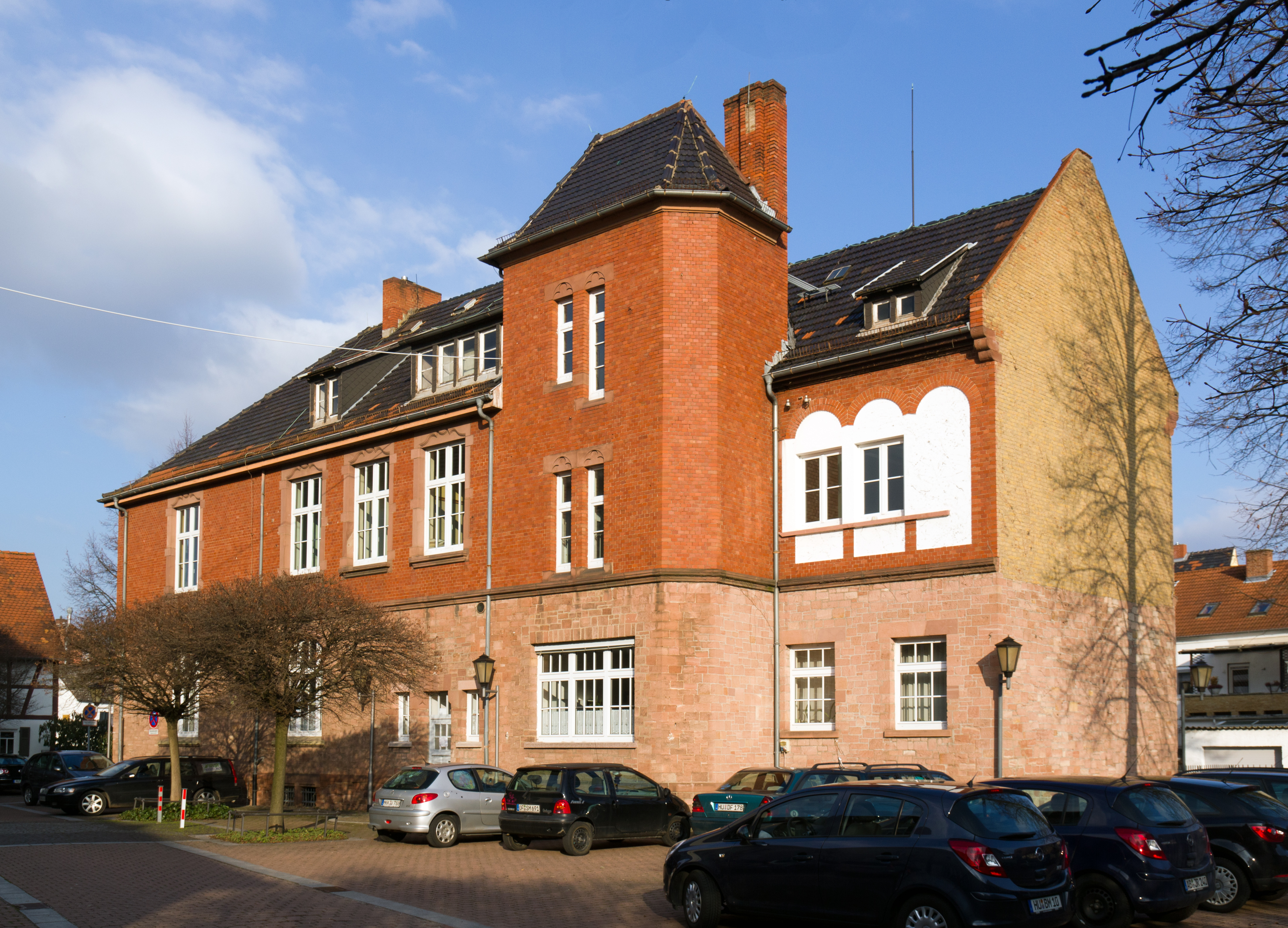
Neues Rathaus, jetzt: Stadtteilladen, Sitz der Verwaltungsstelle

Großauheim ist ein am nördlichen Mainufer gelegener Stadtteil von Hanau im hessischen Main-Kinzig-Kreis und mit etwa 13.000 Einwohnern der größte Stadtteil.

## Geschichte

### Mittelalter
Der Name mit der Endung „-heim“ weist auf eine Gründung in der Zeit der fränkischen Landnahme, etwa im 6. Jahrhundert, hin. Der Ortsname Euuicheim dürfte sich von einem Personennamen Ewic ableiten und könnte sich in der Folgezeit zu Oweheim und schließlich zu Auheim entwickelt haben.
Aus der Zeit Karls des Großen könnte die älteste erhaltene urkundliche Erwähnung Auheims stammen, die allerdings nicht im Original, sondern nur als Abschrift im Lorscher Codex überliefert ist: „Im Namen Christi, am 3. Tag des April, im 38. Jahr der Herrschaft des Kaisers Karl … schenke ich, Irminrat … dem Kloster Lorsch … unter Abt Adalungus … in Rumpenheim, Bellingen und in Euuicheim …“.
Die erste Unterscheidung zwischen Klein- und Großauheim findet sich in einer Aufstellung der Einkünfte der Herren von Eppstein aus dem Jahr 1270.
Großauheim lag im Amt Steinheim, das zunächst den Herren von Eppstein gehörte, von diesen mehrfach verpfändet wurde und dann 1425 an den Kurfürsten und Erzbischof von Mainz, Konrad III. von Dhaun, verkauft wurde. 1438 befand sich das Dorf – wohl vorübergehend und nur kurzfristig – als Pfand im Besitz von Graf Reinhard II. von Hanau. Für mehrere Jahrhunderte gehörte Auheim zu Kurmainz.

### Neuzeit
In den Jahren 1631–1634, während des Dreißigjährigen Kriegs, beschlagnahmte König Gustav II. Adolf das Amt als Kriegsbeute und stattete die nachgeborenen Hanauer Grafen Heinrich Ludwig von Hanau-Münzenberg und Jakob Johann von Hanau-Münzenberg, die mit ihm verbündet waren, damit aus. Da beide Grafen schon bald starben und der Westfälische Friede auf das Normaljahr 1624 abstellte, kam Großauheim wieder an Kurmainz, wo es bis 1803 verblieb, als es im Zuge der Säkularisation an das Großherzogtum Hessen (Hessen-Darmstadt) fiel. 1816 nach der napoleonischen Ära kam es dann an das Kurfürstentum Hessen (Hessen-Kassel), wo es in das Amt Büchertal eingegliedert wurde. Bei der Verwaltungsreform in Kurhessen kam der Ort 1821 zum neu gebildeten Kreis Hanau. 1866 wurde der Ort Großauheim preußisch, denn im Preußisch-Österreichischen Krieg von 1866 wurde Kurhessen als Verbündeter Österreichs von Preußen erobert und schließlich annektiert.
Bis Ende des 19. Jahrhunderts war Großauheim noch ein Bauerndorf. Im Laufe des 20. Jahrhunderts entstanden Industrieniederlassungen wie die Marienhütte, BBC und die Rütgerswerke (heute RÜTGERS Basic Aromatics GmbH) sowie VDM.
Die Gemeinde hat seit 1912 elektrischen Strom. Dieser wurde im eigenen Kraftwerk produziert. Das Wasserleitungsnetz wurde 1913 in Betrieb genommen. Der 1924 gebaute Hanauer Hafen liegt zu großen Teilen in der Großauheimer Gemarkung. 1956 verlieh das Land Hessen an Großauheim die Stadtrechte.
Am 31. Dezember 1971 wurde der Nachbarort Wolfgang eingemeindet. Am 1. Juli 1974 erfolgte im Zuge der Gebietsreform in Hessen durch Gesetz die Eingliederung der Stadt Großauheim in die Stadt Hanau. Für Großauheim/Wolfgang wurde ein gemeinsamer Ortsbezirk mit Ortsbeirat und Ortsvorsteher eingerichtet.

## Bevölkerung

### Einwohnerstruktur 2011
Nach den Erhebungen des Zensus 2011 lebten am Stichtag dem 9. Mai 2011 in Großauheim 11.823 Einwohner. Darunter waren 1.980 (16,7 %) Ausländer. Nach dem Lebensalter waren 2.103 Einwohner unter 18 Jahren, 5.163 zwischen 18 und 49, 2.130 zwischen 50 und 64 und 2.244 Einwohner waren älter. Die Einwohner lebten in 5.415 Haushalten. Davon waren 1.962 Singlehaushalte, 1.443 Paare ohne Kinder und 1.437 Paare mit Kindern, sowie 453 Alleinerziehende und 120 Wohngemeinschaften. In 1.101 Haushalten lebten ausschließlich Senioren und in 3.756 Haushaltungen lebten keine Senioren.

### Einwohnerentwicklung
| Großauheim: Einwohnerzahlen von 1821 bis 2018 | Großauheim: Einwohnerzahlen von 1821 bis 2018 | Großauheim: Einwohnerzahlen von 1821 bis 2018 | Großauheim: Einwohnerzahlen von 1821 bis 2018 | Großauheim: Einwohnerzahlen von 1821 bis 2018 |
| --- | --------------------------------------------- | --------------------------------------------- | --------------------------------------------- | --------------------------------------------- |
| Jahr |                                               |                                               |                                               | Einwohner                                     |
| 1821 | 1821                                          |                                               | 1.114                                         | 1.114                                         |
| 1834 | 1834                                          |                                               | 1.452                                         | 1.452                                         |
| 1840 | 1840                                          |                                               | 1.555                                         | 1.555                                         |
| 1846 | 1846                                          |                                               | 1.707                                         | 1.707                                         |
| 1852 | 1852                                          |                                               | 1.864                                         | 1.864                                         |
| 1858 | 1858                                          |                                               | 1.922                                         | 1.922                                         |
| 1864 | 1864                                          |                                               | 2.075                                         | 2.075                                         |
| 1871 | 1871                                          |                                               | 2.294                                         | 2.294                                         |
| 1875 | 1875                                          |                                               | 2.448                                         | 2.448                                         |
| 1885 | 1885                                          |                                               | 2.761                                         | 2.761                                         |
| 1895 | 1895                                          |                                               | 3.467                                         | 3.467                                         |
| 1905 | 1905                                          |                                               | 5.336                                         | 5.336                                         |
| 1910 | 1910                                          |                                               | 6.368                                         | 6.368                                         |
| 1925 | 1925                                          |                                               | 7.398                                         | 7.398                                         |
| 1939 | 1939                                          |                                               | 7.542                                         | 7.542                                         |
| 1946 | 1946                                          |                                               | 9.573                                         | 9.573                                         |
| 1950 | 1950                                          |                                               | 10.299                                        | 10.299                                        |
| 1956 | 1956                                          |                                               | 10.345                                        | 10.345                                        |
| 1961 | 1961                                          |                                               | 11.219                                        | 11.219                                        |
| 1967 | 1967                                          |                                               | 13.569                                        | 13.569                                        |
| 1970 | 1970                                          |                                               | 14.028                                        | 14.028                                        |
| 2000 | 2000                                          |                                               | 11.037                                        | 11.037                                        |
| 2005 | 2005                                          |                                               | 11.888                                        | 11.888                                        |
| 2011 | 2011                                          |                                               | 11.823                                        | 11.823                                        |
| 2015 | 2015                                          |                                               | 12.568                                        | 12.568                                        |
| 2018 | 2018                                          |                                               | 13.093                                        | 13.093                                        |
| Datenquelle: Historisches Gemeindeverzeichnis für Hessen: Die Bevölkerung der Gemeinden 1834 bis 1967. Wiesbaden: Hessisches Statistisches Landesamt, 1968. Weitere Quellen: ; nach 1970:; Zensus 2011 |                                               |                                               |                                               |                                               |

## Religion
- Evangelische Kirche von Kurhessen-Waldeck
- Römisch-katholische Kirche (Bistum Fulda)

Historische Konfessionszugehörigkeit
| • 1885: | 0269 evangelische (= 9,74 %), 2492 katholische (= 90,26 %) Einwohner  |
| • 1961: | 3848 evangelische (= 34,30 %), 6842 katholische (= 60,99 %) Einwohner |

## Politik

### Wappen und Flagge

#### Wappen
Blasonierung: Im roten Schilde unter drei im Schildhaupt stehenden silbernen Pilgermuscheln ein sechsspeichiges silbernes Rad.
Am 19. Juni 1950 wurde der Gemeinde Großauheim im Landkreis Hanau durch das Hessische Innenministerium das Recht zur Führung eines Wappens verliehen, gestaltet wurde es durch den Heraldiker Otto Korn.
Dieses Wappen wurde nach dem Zusammenschluss von Großauheim und Wolfgang der neuen Stadt Großauheim in unveränderter Form am 13. September 1973 neu genehmigt.
Die Muscheln sind das Zeichen des heiligen Jakobus, dem Kirchenpatron von Großauheim. Das Rad darunter ist ein Mainzer Rad und zeigt die historische Zugehörigkeit des Ortes zum Kurfürstentum Mainz.

#### Flagge
Gemeinsam mit dem Wappen genehmigte das Innenministerium auch je eine Flagge, die wie folgt beschrieben wird:
„Im roten Felde unter drei silbernen Pilgermuscheln ein silbernes sechsspeichiges Rad.“

### Städtepartnerschaft
Großauheim unterhält seit 1965 eine Städtepartnerschaft mit Conflans-Sainte-Honorine in Frankreich.

## Kultur und Sehenswürdigkeiten

### Vereine
In Großauheim sind rund 40 Vereine aktiv und als Mitglieder in der Interessengemeinschaft Großauheimer Vereine organisiert. Sportvereine, Chöre, Orchester, Kirchengemeinden, Parteien, Kleintierzüchter, Nachbarschaftshilfe, Fürsorge, Interessengemeinschaften, … die Liste der Vereine ist auf der IGV-Seite einzusehen. Einige haben eigene Vereinsheime, allen stehen die städtischen Räume in der Alten Schule zur Verfügung.

### Bauwerke
Das Mainufer wird durch die drei Kirchen Gustav Adolf (1911), St. Paul (1907) und St. Jakobus (1767) geprägt. Bekannteste Sehenswürdigkeit im Ort ist das im alten, 1906 errichteten Elektrizitätswerk beheimatete Museum Großauheim, das neben Exponaten der örtlichen Industrie-, Handwerks- und Agrargeschichte auch Skulpturen von August Gaul ausstellt. Im ersten Obergeschoss des im August 2010 wieder eingeweihten Museums befinden sich Exponate zum Schaffen des Großauheimer Malers und Glaskünstlers August Peukert. Anlässlich von Dampftagen ist auch ein Freilichtmuseum im angrenzenden Außengelände zugänglich, das vom Förderverein Dampfmaschinenmuseum e. V. betreut wird, dem auch viele Exponate im Museum gehören. Das Museum gehört zur Stadt Hanau, wird aber vom Förderverein Dampfmaschinenmuseum e. V. und vom Heimat- und Geschichtsverein 1929 Großauheim e. V. gefördert.
Die „Postkartenansicht“ von Großauheim ist die „Mainwiese“, eine breite, weitläufige Wiese, die sich gemeinsam mit einem Promenadenweg an Stelle des historischen Leinpfades entlang des gesamten Uferbereiches erstreckt und durch die drei Kirchen eine unverwechselbare Silhouette hat.
Im Ortskern findet sich das Alte Rathaus. Als Rathaus hat es allerdings nur von 1922 bis 1934 gedient. Seine Ursprünge liegen im späten Mittelalter als Seligenstädter Klosterhof und als kurmainzisches Amtshaus. In der Fassade eingelassen ist eine Tafel mit der Jahreszahl 1487. Seit dem frühen 18. Jahrhundert ist es als Gasthaus „Zum Goldenen Löwen“ belegt. Das tatsächliche alte Dorfrathaus mit Wohnung für den Gemeindebäcker, Backofen, Armenstube und manch andere Nutzung stand gegenüber an der Ecke Hintergasse / An der Pforte, bis es 1902 abgerissen wurde.
Im Ortskern finden sich am Hans-Gruber-Platz drei Schulgebäude. Das Gebäude der Alten Schule, Taubengasse 3, hat den Ursprung im frühen 19. Jahrhundert. 1984 wurde es vor dem Abriss gerettet, renoviert und dient jetzt mit mehreren Sälen als Versammlungsort für die Großauheimer Vereine. Das anschließende Gebäude, Taubengasse 5, errichtet in den Jahren 1905/06 als Taubengassenschule, trägt jetzt die Bezeichnung Bürgerhaus über dem Eingangsbogen. Beherrschend frei steht der Bau der Haggassenschule, Haggasse 4, gegenüber der Alten Schule auf der anderen Seite des alten Schulhofes. Ab 1934 diente dieser Bau als Rathaus; nach der Eingemeindung 1974 blieb hier das Stadtteilbüro beheimatet. 2016 wurde das Gebäude an einen privaten Investor verkauft und soll zu hochwertigen Wohnungen umgebaut werden. Das Stadtteilbüro musste in das Bürgerhaus umziehen.
Im Norden liegt die Bulau; ein Waldgebiet, das sich bis zur Nachbargemeinde Rodenbach erstreckt und durch das der Limes führt. Zwischen Großauheim und der Bulau liegt der Ortsteil Wolfgang, der sich 1972 mit Großauheim zusammenschloss und 1974 dann zusammen mit Großauheim nach Hanau eingemeindet wurde. Beide Ortsteile haben gemeinsam einen Ortsbeirat. In das Gebiet von Wolfgang fallen der Industriepark und die Konversionsflächen der ehemaligen US-amerikanischen Argonner-Kaserne (Old Argonner und New Argonner). Das ehemalige Militärgelände wurde zum Wohnbezirk, aber in einem Teil des Exerzierplatzes, Campo Pond, wurde 2009 ein FFH-Gebiet und Refugium für Przewalski-Pferde geschaffen.

### Brauchtum
Zu Ehren des heiligen Rochus findet in Großauheim alljährlich eine Rochusprozession zum Rochusplatz statt, um die Dankbarkeit der Großauheimer nach der überstandenen Pest im 17. Jahrhundert zu bekunden.
Der bekannte „Rochusmarkt“ als gewerbliches Markttreiben auf Initiative des Gewerbevereins Großauheim wird regelmäßig im September entlang der Hauptstraße und rund um den Rochusplatz veranstaltet.

## Infrastruktur

### Bildung
In Großauheim gibt es drei Grundschulen (August-Gaul-Schule, Eichendorffschule, Limesschule) und eine integrierte Gesamtschule mit gymnasialer Oberstufe, die Lindenauschule.
Außerdem gibt es im Stadtteil zwei Privatschulen: die katholische Mädchenrealschule St. Josef und die evangelische Paul-Gerhardt-Schule.

### Verkehr
Nördlich von Großauheim verläuft die autobahnähnlich ausgebaute Bundesstraße 43a, die den Hanauer Stadtteil an das überregionale Autobahnnetz anbindet.
Über den Bahnhof Großauheim (Kr Hanau) an der Main-Spessart-Bahn ist der Ort an das Schienennetz angebunden. Die Hanauer Straßenbahn AG bedient Großauheim mit Bussen der Linien 6 und 7, außerdem verläuft die Regionalbuslinie 566 durch die Großauheimer Altstadt.

### Konversion
Nach dem Zweiten Weltkrieg errichtete die US-Armee zwei Kasernen in Großauheim, die Großauheim-Kaserne und die Underwood-Kaserne in direkter Nachbarschaft südlich von Großauheim. Ein kleinerer Teil der Großauheim-Kaserne wurde 1991 geräumt, dort eröffneten 2012 mehrere Geschäfte. 2008 räumte die US-Armee beide Kasernen komplett. Pläne zur Konversion dieser Flächen gibt es noch nicht.
Großauheim hat zudem einen Anteil am südlichen Teil der New Argonner Kaserne, die sich über Wolfgang und Großauheim erstreckte. Ursprünglich sollte hier ein neues Sportzentrum errichtet werden, jedoch musste dieses Vorhaben aufgrund Geldmangels aufgegeben werden. Nunmehr ist geplant, auf der freien Fläche Wohnbebauung zu errichten. Problematisch an diesem Vorhaben ist nicht nur der notwendige Lärmschutz aufgrund der benachbarten Bahnstrecke, sondern auch die Tatsache, dass sich auf dem Gelände die streng geschützte Kreuzkröte niedergelassen hat.

## Persönlichkeiten mit Bezug zu Großauheim
- Heinrich Petermann (1803–1864), Landwirt und Mitglied des kurhessischen Landtags
- Theodor Hugo Conrad (1886–1960), Widerstandskämpfer, KPD-Fraktionsführer und Erster Beigeordneter
- August Gaul (1869–1921), Bildhauer
- Mathilde Hain (1901–1983), deutsche Volkskundlerin
- Richard Heuser (1905–1988), Brigadegeneral der Luftwaffe der Bundeswehr
- Peter Joseph Jörg (1874–1958), Verwaltungsjurist, Kommunalpolitiker und Heimatforscher
- Edgar Kihn (1885–1957), Präsident des Verwaltungsgerichts Ansbach
- Karl Kihn (1854–1934), Arzt, Geschichts- und Heimatforscher
- Alois Kottmann (1929–2021), Violinist
- Patrick Kronenberger (* 1988), Musiker und Komponist
- Günter Ludwig (* 1931), Pianist
- Eduard (Edy) Petry, Gründer der Armen- und Krankenhilfe Großauheim
- August Peukert (1912–1986), Maler
- Leopoldo Richter (1896–1984), Künstler, Keramiker und Entomologe
- Marco Russ (* 1985), Profifußballer
- Jean Weiss (1890–1978), Radrennfahrer